# Diamesa wuelkeri
Diamesa wuelkeri is een muggensoort uit de familie van de dansmuggen (Chironomidae). De wetenschappelijke naam van de soort is voor het eerst geldig gepubliceerd in 1964 door Serra-Tosio.